# Шклярка-Тшцельська
Шклярка-Тшцельська (пол. Szklarka Trzcielska) — село в Польщі, у гміні Медзіхово Новотомиського повіту Великопольського воєводства.
Населення — 62 особи (2011).
У 1975-1998 роках село належало до Познанського воєводства.

## Демографія
Демографічна структура станом на 31 березня 2011 року:
|          | Загалом | Допрацездатний вік | Працездатний вік | Постпрацездатний вік |
| -------- | ------- | ------------------ | ---------------- | -------------------- |
| Чоловіки | 31      | 3                  | 24               | 4                    |
| Жінки    | 31      | 5                  | 18               | 8                    |
| Разом    | 62      | 8                  | 42               | 12                   |